# Crasiella
Crasiella is een geslacht van buikharigen uit de familie van de Planodasyidae. De wetenschappelijke naam van het geslacht soort werd voor het eerst geldig gepubliceerd in 1968 door Clausen.

## Soorten
- Crasiella azorrensis Hummon, 2008
- Crasiella clauseni Lee & Chang, 2012
- Crasiella diplura Clausen, 1968
- Crasiella fonseci Hochberg, 2014
- Crasiella indica Rao, 1981
- Crasiella oceanica d'Hondt, 1974
- Crasiella pacifica Schmidt, 1974
- Crasiella skaia Hummon, 2010